# Префект (Франция)

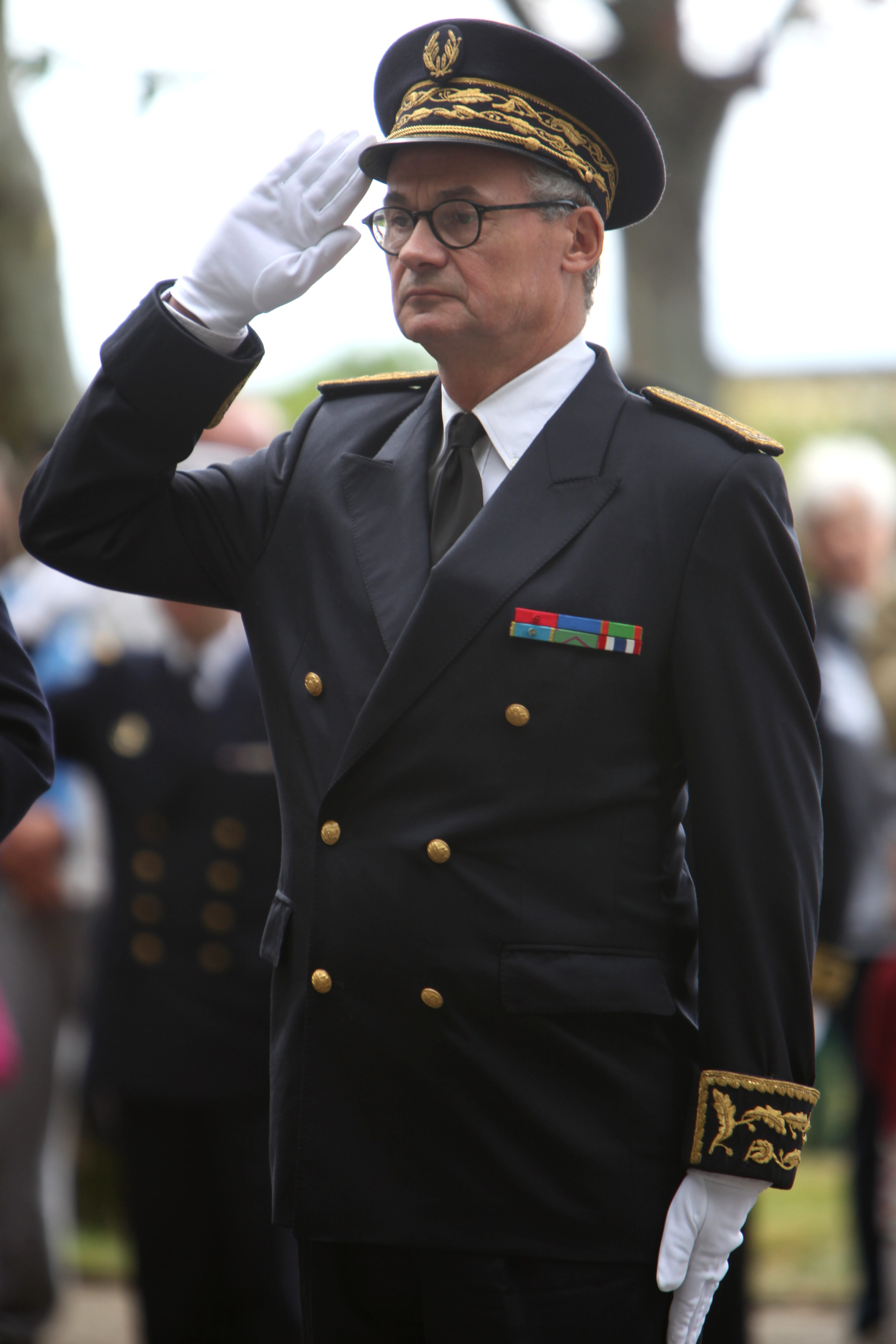
Префект департамента Финистер, Бретань, Жан-Люк Видлэн на празднике «День взятия Бастилии» (2015)

Префект (фр. préfet) во Франции является должностным лицом высокого уровня, функции которого определены 72-й статьёй Конституции Пятой Республики: «в местных органах власти представитель государства, представитель каждого члена правительства, стоящий на страже национальных интересов, осуществляющий административный контроль и соблюдение законов».
Во Франции термин префект обозначает одновременно и функцию государственного чиновника: префекта департамента или префекта региона и звание его носителя, члена корпуса префектов. Префект осуществляет функции государственного управления на определённой территории, но некоторые префекты не привязаны к конкретной территории.

## История

### От имперского управления к республиканскому

#### «Императоры в миниатюре»
Должности префектов и супрефектов были введены Наполеоном (законом от 17 февраля 1800 года) в период Первой республики (1792—1804), после того, как Национальным Собранием Франции в процессе децентрализации было проведено деление Франции на округа (1790).
В рамках административно-территориального деления Франции на округа, префект является единственной центральной властью.
В мемуарах «Мемориал Святой Елены» («Le Mémorial de Sainte-Hélène») Наполеон называет префектов «императорами в миниатюре».

#### От одной империи к другой: мастера модернизации страны
Людовик XVIII сохранил окружную администрацию, введённую Наполеоном. Кроме того, что окружная администрация продемонстрировала свою эффективность, институт префектов в период Империи был широко открыт для аристократии.
Во время Июльской монархии определилась политическая функция префектов. Они стали помогать правительству в проведении выборов, продвигая официальных кандидатов.
Кроме того, в департаменте Сены у префектов появляется экономическая и социальная роль. Они выступают с экономическими инициативами, направленными на поддержку зарождающейся промышленности, а также в социальной сфере (борьба с бедностью, поддержка начального образования, благотворительность, здравоохранение и т. д.).
В период Второй Империи (1852—1870) эта тенденция закрепилась и префектам были предоставлены новые полномочия. Деятельность Османа в должности префекта департамента Сены убедительно свидетельствует об эффективности такого расширения полномочий.

#### Укрепление в период Третьей Республики
Третья Республика (1870—1940) укрепляет институт префектов, делая их проводником политики государства в деревне. В то же время, местные власти постепенно становятся менее зависимыми от префектов.

#### Режим Виши: между лояльностью и сопротивлением
Вторая мировая война — период, когда префектам приходилось принимать сложные решения. Многие префекты участвовали в Сопротивлении. 39 из них погибли за Францию. Самый известный из них Жан Мулен — префект департамента Эр и Луар.
Другие, как Морис Попон, присягнули на верность режиму Виши, который значительно укрепил власть префектов.

#### Глубокие изменения после 1945 года
С 1945 года обычным порядком занятия должности префекта становится обучение в Национальной школе администрации.
Децентрализация серьёзно изменила роль префектов. С 1982 года префекты во главе департамента выполняют двойную миссию: представляя, с одной стороны государство, а с другой стороны — исполнительную власть.

## Статус, карьера, назначение
Деятельность префектов и супрефектов регулируется Уставом с учётом последних изменений, внесённых в 1964 году:
- указ № 64-260 от 14 марта 1964 года о статусе супрефектов;
- указ № 64-805 от 29 июля 1964 года, устанавливающий основные положения и нормативны деятельности префектов[3].

### Отбор
В основном префекты выбираются из состава супрефектов и представителей гражданской администрации. Тем не менее, правительство может назначать до трети корпуса префектов, без учёта текущего статуса назначаемых.
Если ранее отбор осуществлялся в основном из выпускников Национальной школы администрации (ЭНА), то в 2009 году доля префектов из выпускников ЭНА составила не более 35 %.
Супрефекты выбираются большей частью из гражданских администраторов. Чиновники технических служб, территориальные администраторы, закончившие Национальный институт территориальных исследований (INET), представители судебной системы, комиссары полиции также могут быть назначены супрефектами.
Корпус супрефектов является источником кандидатур для назначения советников администраций внутри страны и за рубежом, а также руководителей префектур.

### Назначение
Префект назначается в территориальный орган по указу, подписанному президентом и Советом министров (статья 13 Конституции), или по предложению премьер-министра и министра внутренних дел, а также существует «префект вне рамок», назначаемый на трёхлетний срок (с возможностью продления на два года), "в пределах лимита из семи позиций высших служащих, назначаемых на государственную службу при Правительстве.

### Карьера
Существует деление на префектов «обычной категории» и префектов «вне категории».
Префекты «обычной категории» подразделяется на семь степеней (пять с 2014 года). Степени присваиваются постановлением министра внутренних дел.
Продвижение с 1-й по 4-ю степени производится автоматически, через каждые два года службы в предыдущей степени. Получение 5-й степени происходит после того, как префект прослужил год в 4 степени.
Префекты «вне категории» не имеют деления на степени. Это звание связано с «территориальной позицией» и утверждается списком, прилагаемым к постановлению. Продолжительность времени, отработанного префектом в этой категории принимается во внимание, в случае необходимости, для классификации при переходе к «обычной категории».

## Функции

### Корпус префектов
Префекты — высшие государственные чиновники, чья роль заключается в контроле за соблюдением законов, сохранении ценностей Республики, придерживаясь идей секуляризма и соблюдая общественный нейтралитет. Префектам запрещается объединяться в профсоюзы или использовать право на забастовку. Более, чем другие государственные служащие, они являются гарантами целостности государства и работоспособности его управленческих функций (полиция, спасательные организации и т. п.).
В 2007 году роль префектов на региональном уровне была усилена. Служба префектов организовывает государственную политику. Региональные администрации и региональные делегации, численностью от тридцати до десяти, располагаются вокруг префекта региона. С этого времени префектам регионов подчинены по многим вопросам префекты департаментов. Глава государства  отмечает (21 ноября 2007): «Беспрецедентный процесс передачи полномочий на региональный уровень позволит уменьшить аппарат центральной администрации».
Большинство префектов возглавляют территориальные префектуры. Остальные обычно работают в центральной аппарате министерства внутренних дел или министерства заморских территорий.
Корпус префектов во Франции включает в себя около 250 префектов и 450 супрефектов.

### Префект
Префект является представителем государства на уровне департамента, региона. Он несет ответственность за реализацию государственной политики, его роль — координация государственных услуг и государственной политики. Также, среди прочего, префект отвечает за службу полиции департамента.
Префект возглавляет департамент, как представитель центрального правительства и назначается президентом Франции. Префект главного департамента в регионе является также префектом региона.
Префект главного региона в зоне безопасности и защиты является префектом зоны безопасности и защиты.
Существуют префекты работающие при других префектах:
- префект, отвечающий за защиту и безопасность;
- префект, отвечающий за равенство возможностей.

Существуют также префекты-оценщики, которым поручено оценивать деятельность префектов и супрефектов.
Префекты могут выполнять функцию представителей государства в органах власти заморских территорий.
Префект принимает участие в различных направлениях местного управления. Он заведует отправлением воинской повинности, имеет влияние на управление доходами департамента и общин, ведает местами заключения, назначает и увольняет учителей и налагает на них дисциплинарные взыскания, контролирует главного инженера департамента во всём, что касается содержания дорог, наконец, заведует имуществом департамента под наблюдением Генерального совета. Префект наблюдает за исполнением законов и правительственных распоряжений во вверенном ему департаменте; разрешает все вопросы управления, которые не подлежат ведению высших инстанций; издаёт постановления, связанные с общественной безопасностью и распространяющиеся на все или большую часть общин в департаменте. Префект представляет интересы департамента; исполняет постановления Совета; выступает как представитель департамента в качестве истца и ответчика; лишь в случае процесса между государством и департамента префект является представителем интересов государства, а представителем департамента выступает один из членов департаментской комиссии. На все постановления префекта и вообще на все его действия могут быть внесены жалобы в высшие административные инстанции; жалобы на превышение власти префекта и иски о причинённых им убытках подведомственны государственному совету. Префекты назначаются и увольняются президентом республики по представлению министра внутренних дел. Для занятия должности префекта в законе установлено одно требование — французское подданство.
При префекте состоят:
- Генеральный префект-секретарь, который в случае надобности может заменять префекта и заведует его канцелярией.
- Совет префектуры, состоящий из 3—4 членов, выполняет двойную функцию: с одной стороны, он является административным судом, с другой — административным советом, сообщающим префекту своё мнение. Префект прислушивается к мнению совета префектуры, но принимает решение по своему усмотрению.

В Париже два префекта — префект департамента Сены и префект полиции; первый заведует хозяйственными делами Парижа и исправляет должность центрального мэра в делах, касающихся защиты интересов города и представительства их в суде; второй заведует департаментской и общинной полицией. По закону 1853 г. префекту полиции подчинены ближайшие к Парижу общины департамента Сены и департамента Уаза.

### Генеральный префект-секретарь
Генеральный префект-секретарь является первым сотрудником префекта департамента, он оказывает помощь префекту в выполнении задач. В этом качестве он направляет правовые, административные и человеческие ресурсы. Укрепление социальной сплоченности также входит в его функции. Иногда в его обязанности входит проведение «городской политики». На сегодня эти функции реализованы только в двух префектурах:
- Парижского региона;
- Лионского региона.

### Супрефект
Супрефект является представителем центральной власти в (муниципальном округе). Супрефект не имеет в делах управления самостоятельной власти и служит лишь посредником между общинами и префектурой. супрефект действует самостоятельно лишь тогда, когда префект делегирует ему свою власть, а также при чрезвычайных обстоятельствах, когда представляется невозможным обратиться к префекту, и в некоторых случаях, указанных законом (выдача билетов на право охоты и паспортов, разрешение содержать общественные средства транспорта, разрешение временной продажи вина и пива, управление благотворительными учреждениями и др.).

## Форма
Форма служащих, входящих в корпус префектов, была модифицирована постановлением генерала де Голля (1 августа 1945 года), вводящим полную парадную форму, включающую двууголку, мундир с эполетами и шитьём на рукавах, черный шёлковый пояс с золотыми кистями и шпагу.
В настоящее время действует три вида формы:
- наряд для церемоний, включающий мундира с эполетами и шитьём на рукавах, форменные брюки с лампасами серого шёлка;
- наряд для летних церемоний (в частности, для сотрудников зарубежных префектур) аналогичный вышеописанному, но белый и с белыми туфлями;
- вечерний наряд (мундир с эполетами и шитьём на рукавах, белый пикейный жилет, форменные брюки с золотыми лампасами).

Обшлага рукавов мундира префекта имеют выполненную золотым шитьём зубчатую оторочку отгиба и украшены вышивкой в виде двух параллельных гирлянд переплетающихся дубовых и оливковых ветвей. Рукава мундиров супрефектов не имеют золотой оторочки и имеют одну гирлянду ветвей.
На поле эполета префекта вышиты золотом два дубовых и два оливковых листа. На эполете супрефекта — только оливковый лист.
Кокарда фуражки префекта украшена двумя гирляндами переплетающихся дубовых и оливковых ветвей (одна гирлянда на кокарде фуражки супрефекта).

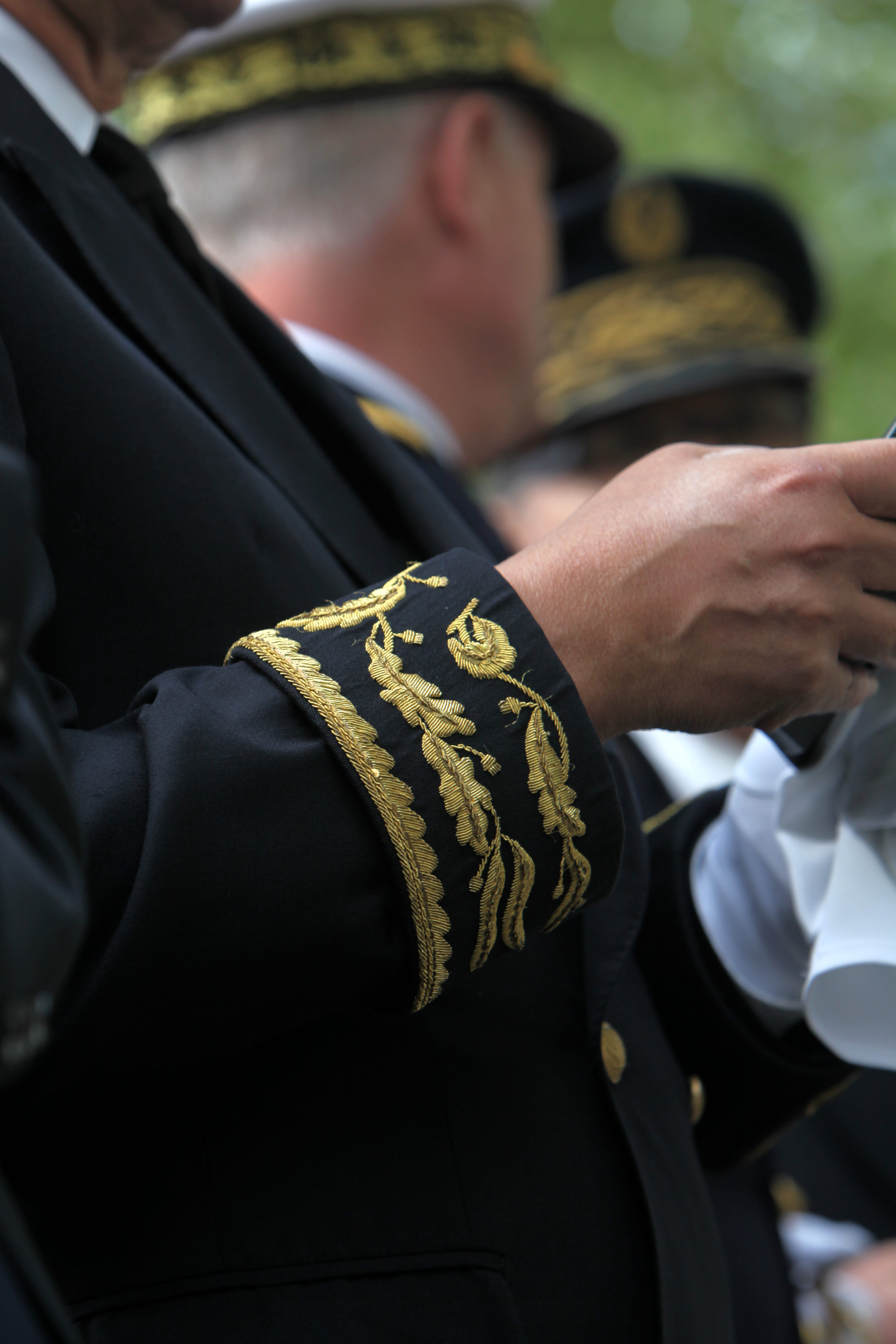
Рукав мундира префекта
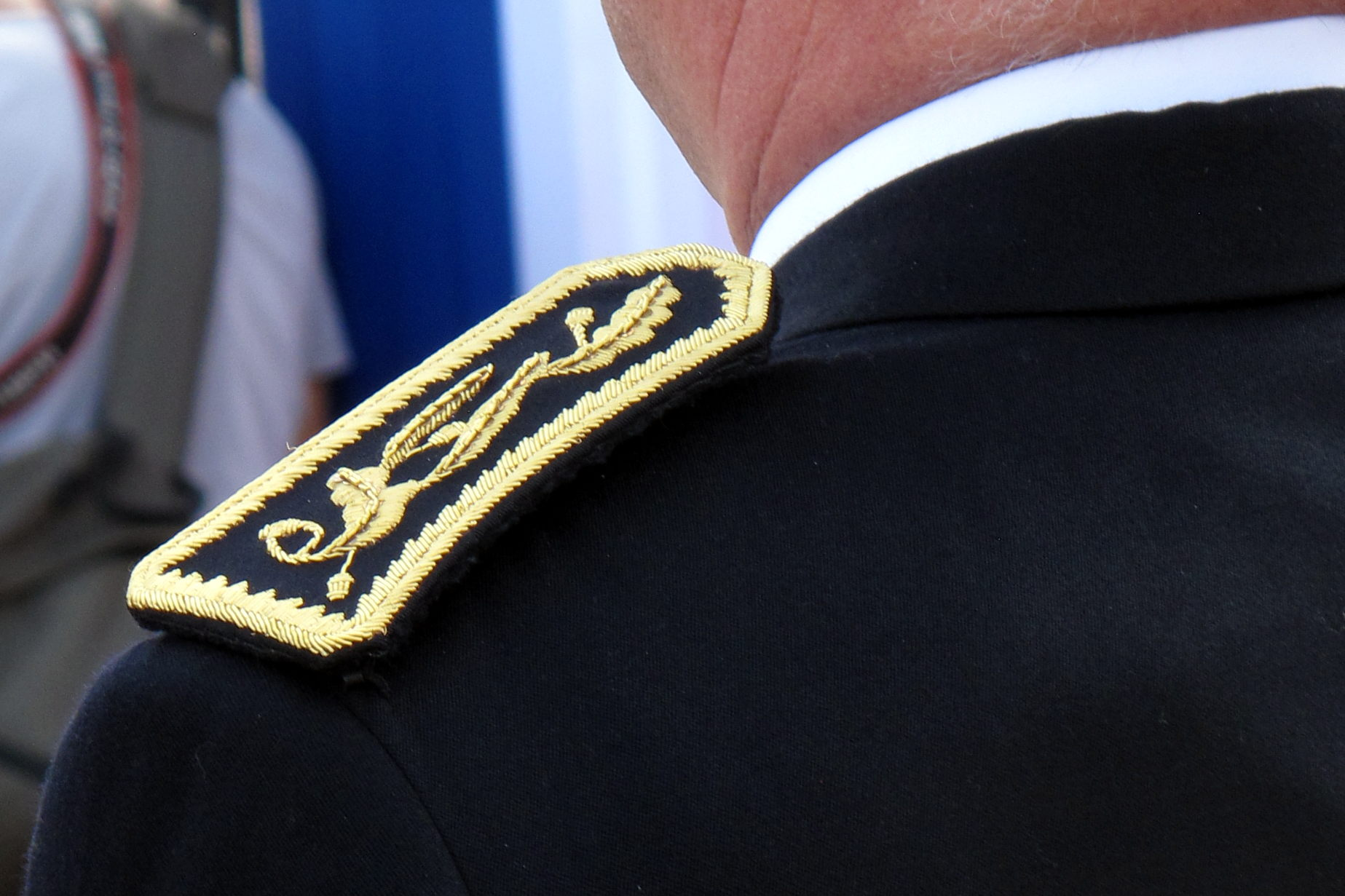
Эполета префекта
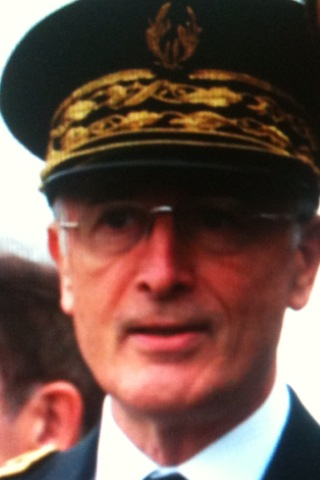
Фуражка префекта

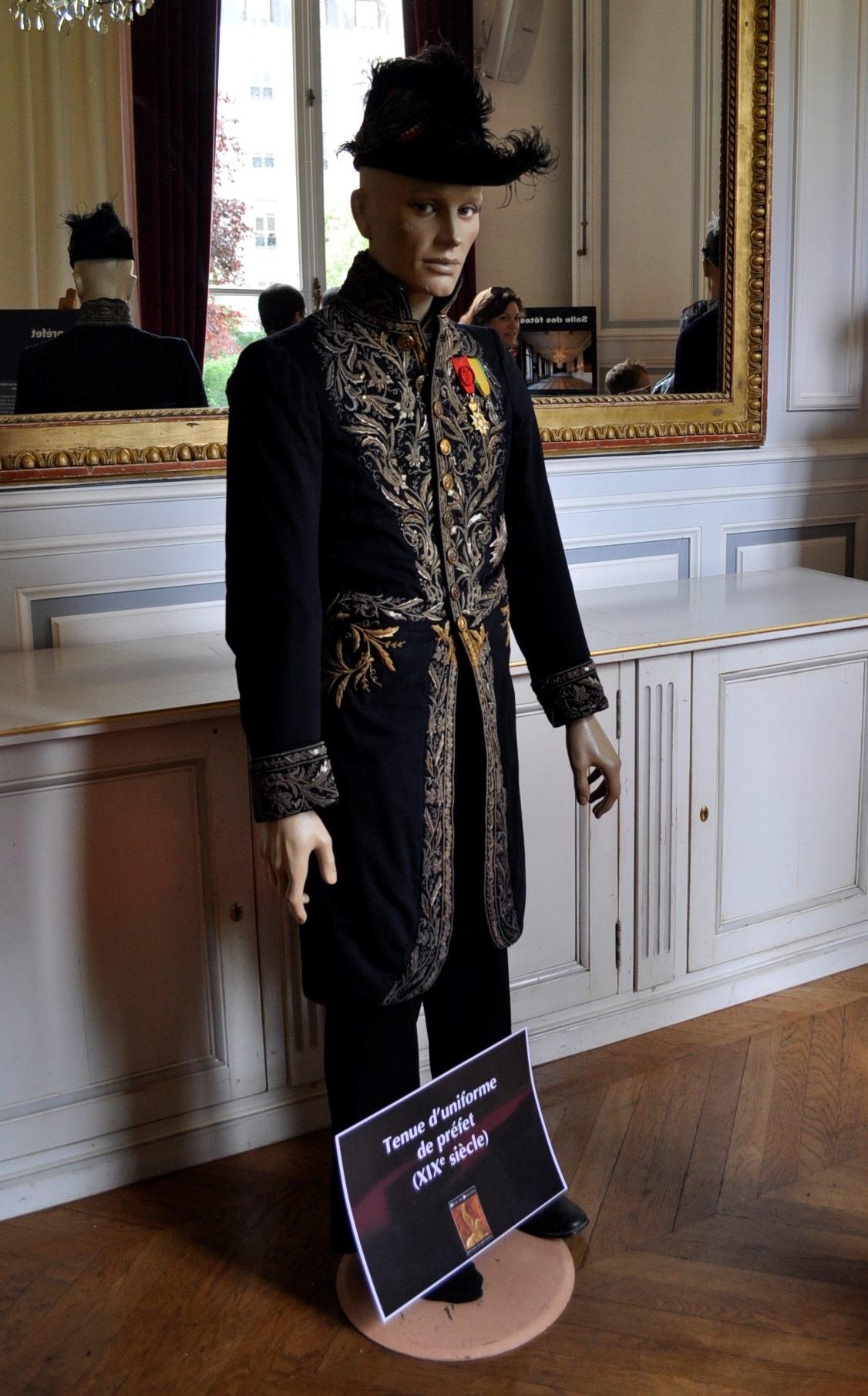
Форма префекта (XIX век)
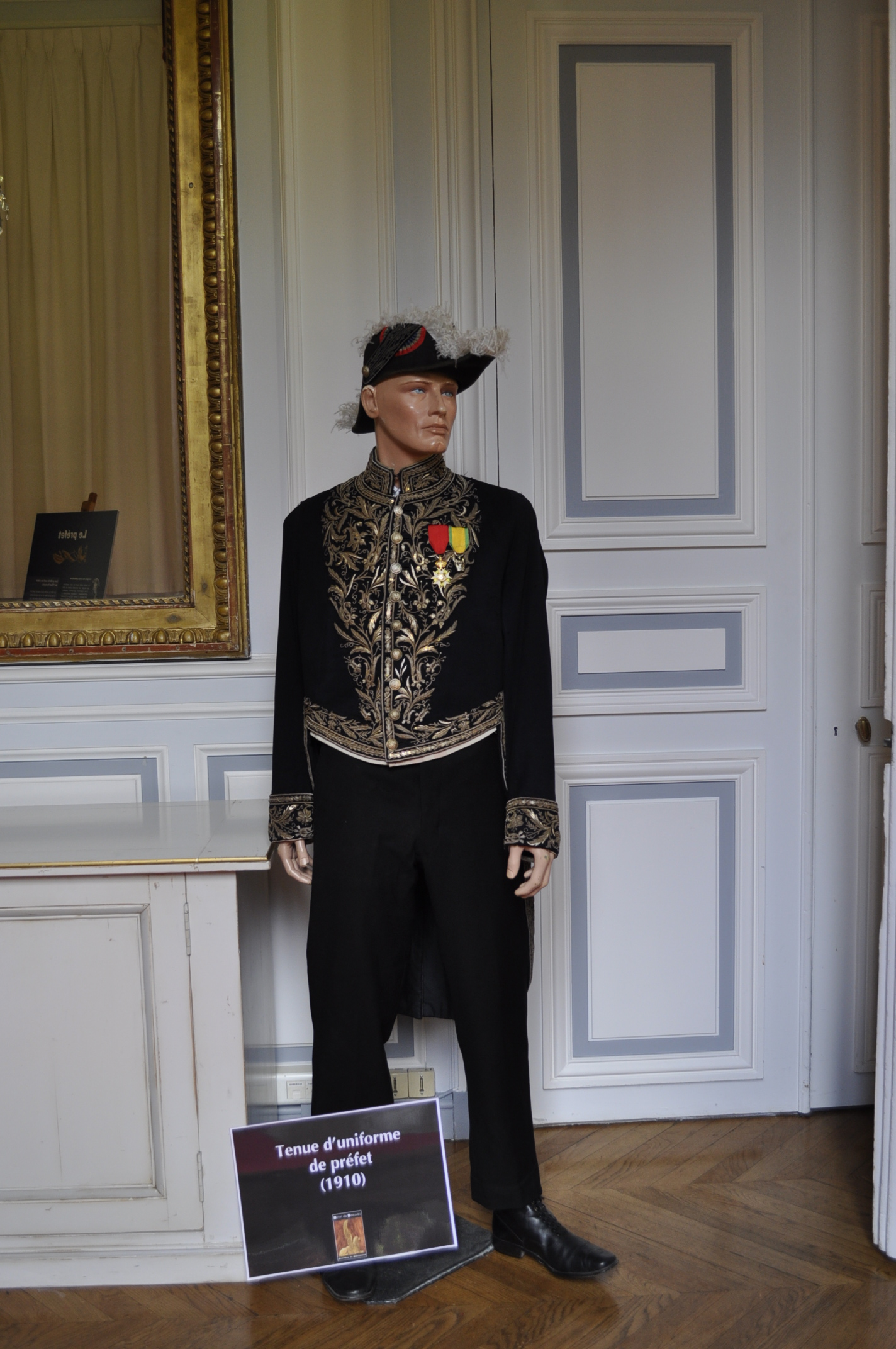
Форма префекта (1910)
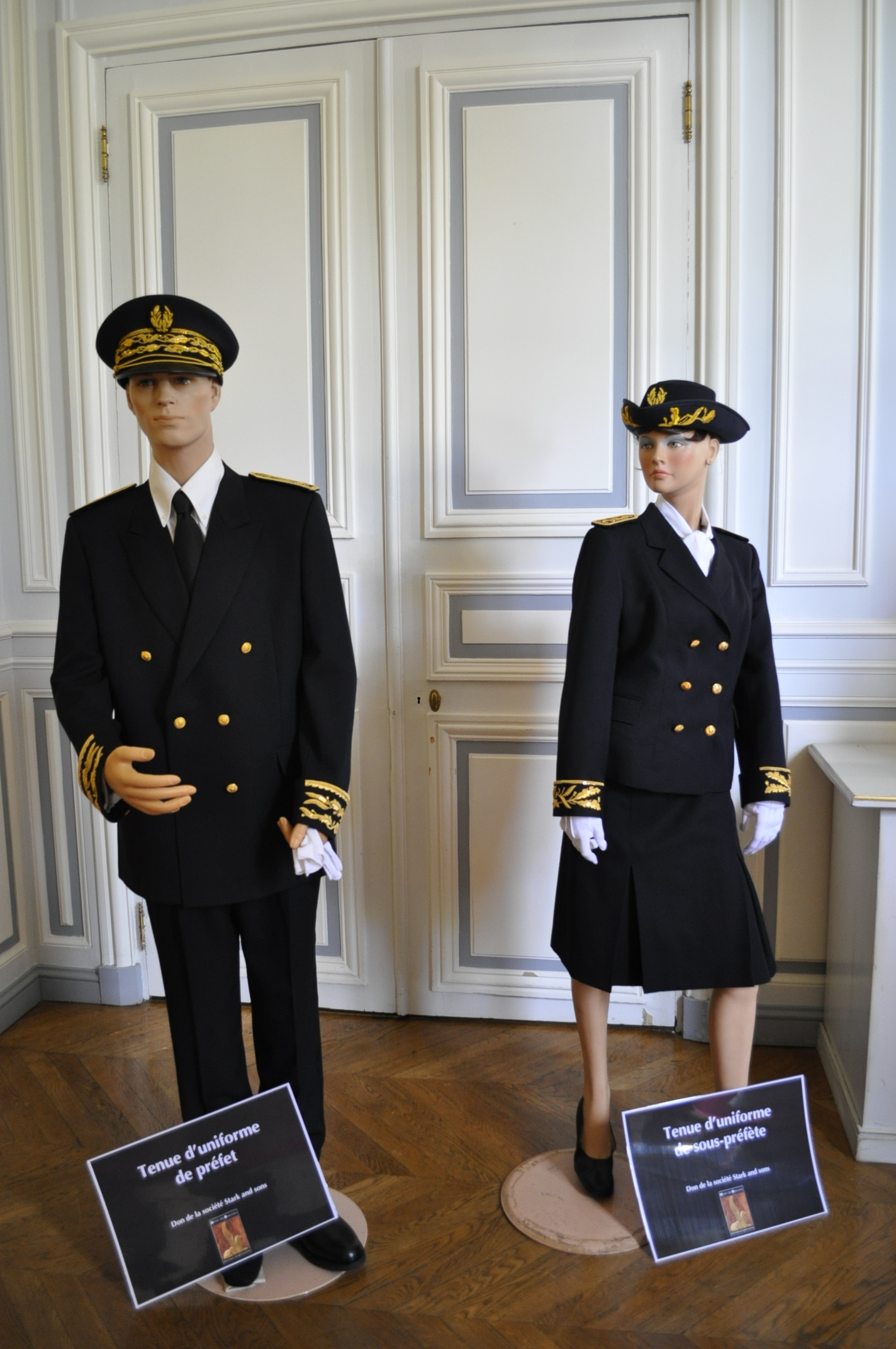
Форма префекта и супрефекта (2014)